# Nederlands landskampioenschap 1908-1909
Il campionato era formato da diciassette squadre e lo Sparta Rotterdam vinse il titolo.

## Est
|   | Club              | G  | V | N | P  | GF | GS | Punti | DR  |                                          |
| - | ----------------- | -- | - | - | -- | -- | -- | ----- | --- | ---------------------------------------- |
| 1 | RKVV Wilhelmina   | 12 | 8 | 1 | 3  | 29 | 22 | 17    | +7  | Qualificata per la finale.               |
| 2 | Vitesse           | 12 | 7 | 2 | 3  | 41 | 13 | 16    | +28 |                                          |
| 3 | Koninklijke UD    | 12 | 6 | 3 | 3  | 23 | 15 | 15    | +8  |                                          |
| 4 | Bredania/'t Zesde | 12 | 7 | 1 | 4  | 23 | 20 | 15    | +3  |                                          |
| 5 | GVC               | 12 | 4 | 2 | 6  | 15 | 34 | 10    | -19 |                                          |
| 6 | EFC PW 1885       | 12 | 4 | 1 | 7  | 27 | 28 | 9     | -1  |                                          |
| 7 | AFC Quick 1890    | 12 | 1 | 0 | 11 | 7  | 33 | 2     | -26 | Non partecipante la stagione successiva. |

G = Partite giocate; V = Vittorie; N = Nulle/Pareggi; P = Perse; GF = Goal fatti; GS = Goal subiti; DR = Differenza reti, PT = Punti

## Ovest
|    | Club                     | G  | V  | N | P  | GF | GS | Punti | DR  |                            |
| -- | ------------------------ | -- | -- | - | -- | -- | -- | ----- | --- | -------------------------- |
| 1  | Sparta Rotterdam         | 18 | 13 | 3 | 2  | 61 | 15 | 29    | +45 | Qualificata per la finale. |
| 2  | HVV Den Haag             | 18 | 13 | 3 | 2  | 60 | 21 | 29    | +39 |                            |
| 3  | HC & CV Quick            | 18 | 11 | 2 | 5  | 54 | 21 | 24    | +33 |                            |
| 4  | DFC                      | 18 | 7  | 5 | 6  | 41 | 36 | 19    | +5  |                            |
| 5  | CVV Velocitas            | 18 | 8  | 3 | 6  | 42 | 37 | 19    | +5  |                            |
| 6  | HBS Craeyenhout          | 18 | 8  | 1 | 9  | 38 | 45 | 17    | -7  |                            |
| 7  | Koninklijke HFC          | 18 | 6  | 2 | 10 | 32 | 49 | 14    | -17 |                            |
| 8  | HFC Haarlem              | 18 | 5  | 4 | 9  | 27 | 46 | 14    | -19 |                            |
| 9  | USV Hercules             | 18 | 5  | 1 | 12 | 20 | 70 | 11    | -50 |                            |
| 10 | Ajax Sportman Combinatie | 18 | 1  | 2 | 15 | 18 | 53 | 4     | -35 |                            |

G = Partite giocate; V = Vittorie; N = Nulle/Pareggi; P = Perse; GF = Goal fatti; GS = Goal subiti; DR = Differenza reti, PT = Punti

## Finale per il titolo
| Squadra 1       | Totale | Squadra 2        | Andata | Ritorno |
| --------------- | ------ | ---------------- | ------ | ------- |
| RKVV Wilhelmina | 3-10   | Sparta Rotterdam | 2-6    | 1-4     |

Lo Sparta Rotterdam vince il titolo.